# وسترن ماس بيونيرز
وسترن ماس بيونيرز هو نادي كرة قدم أمريكي أٌسس عام 1998. يلعب النادي في USL League Two ‏.